# Sabera dobboe
Sabera dobboe là một loài bướm ngày thuộc họ Họ Bướm nhảy. Nó được tìm thấy ở Queensland, Papua New Guinea, Quần đảo Aru, Irian Jaya và Quần đảo Kei.
Sải cánh dài khoảng 30 mm. Ấu trùng ăn Cordyline terminalis, Cordyline australis, Cordyline stricta and Cordyline cannifolia. Nó sống trong một ngôi nhà hình ống được thực hiện trong một lá cuộn tròn của cây chủ.

## Phụ loài
- Sabera dobboe dobboe
- Sabera dobboe autoleon (Miskin, 1889)
- Sabera dobboe hanova Evans, 1949